# ホルヘ・クエルボ
ホルヘ・クエルボ(Jorge Cuervo, 1950年5月4日 - )は、キューバの体操選手。 
1972年ミュンヘンオリンピックで体操競技8種目に出場した。
彼の名を冠した「クエルボ」は、1973年に初めて跳馬で演じられ、前転跳び、1/2ひねり、後方かかえ込み宙返りで構成されている。